# 君の瞳をタイホする!
『君の瞳をタイホする!』（きみのひとみをタイホする）は、1988年（昭和63年）1月4日から 3月21日まで、フジテレビ系列月曜日21:00 - 21:54（「月9」枠）で放送された日本のテレビドラマである。
前年に放送された「業界ドラマシリーズ」から方向を転換した、現在に続く「月9・トレンディー路線シリーズ」の第1作で、この作品以後原則として季節ごとの3か月（1クール）くくりの作品がスタートするようになる。
2009年（平成21年）、フジテレビ開局50周年記念の一環で、1980年代後半を代表する同局トレンディドラマ4作品のDVD化の一作に選ばれ、ポニーキャニオンよりDVD-BOXが発売された。

## 概要
東京渋谷の道玄坂警察署・刑事課に勤務する若い刑事たちのアフター5の恋のさや当てを中心としたラブコメディで、トレンディドラマの元祖とも言える作品。それまでドラマに興味を示さなかった10代後半～20代の若者の共感を呼び、新たなムーブメントを生んだ。
出演者の大半は刑事なのだが、事件のシーンはあまり無い。コンパやナンパのシーンの方が多く、みなDCブランドに身を包み、渋谷などのお洒落なお店がよく登場する。こうしたファッション、ライフスタイルをメインとした軽妙な作りが、トレンディドラマの元祖とされる。放送時の『月刊明星』に「ハンサムてんこ盛りのドタバタ・ラブコメディ。殺しやアクションはないけれど、ナンパがある！恋がある！スケベ心が花開く！」などと紹介されている。陣内孝則は「仕事といったらドブさらいに子供のカツアゲ。そんなのばっかりで、歴代刑事ドラマの中でも、No.1最低の刑事っス」、柳葉敏郎は「こんな刑事いていいかなーと時々、ふと考えちゃいますよ。本当の刑事さんたちに申し訳ないという気持ちでいっぱいです(笑)」、三上博史は「刑事役といっても、殺しもアクションもドンパチもなくて…たまたま刑事をやってる…という感じかな」などと述べている。
既に人気があった陣内孝則、柳葉敏郎とは別に三上博史の女性人気が爆発。この後三上主演のドラマが多く作られ「トレンディドラマのエース」と呼ばれた。また、それまで「スタイルの良さが鼻に付く」等、女性から反感を買っていて雑誌調査の「女性が嫌うタレント」でも常に上位にランキングされていた浅野ゆう子は、この作品でシングルマザーを演じて一躍女性の共感を獲得した。これが同年7-9月期放送の『抱きしめたい!』のW浅野人気にも繋がった。浅野の他にもおニャン子クラブを卒業したばかりの工藤静香が本人ままの"静香"役でレギュラー出演し、三田寛子、森尾由美ら旬のアイドルや著名俳優が出演し話題を呼んだ。
巻頭のタイトルロールは、渋谷のスペイン坂や公園通りで巨大なビリヤード球が陣内を追い掛け回すというコミカルな合成映像で、音楽に使われた久保田利伸も世に出した。この「You were mine」も、ソウル&ファンクテイストを持ったダンスナンバーで当時としては新しくトレンディであり、このドラマがきっかけで久保田の知名度が一気に上がった。

## キャスト
- 沢田一樹：陣内孝則
- 田島鋭次：三上博史
- 土門隆：柳葉敏郎
- 佐藤真冬：浅野ゆう子
- 高田佐和子：三田寛子
- 筒井静香：工藤静香
- 須崎綾子：石野真子
- 松平裕之：原田大二郎
- 佐藤鈴子：上田愛美
- 森尾由美
- 石橋保
- 蓮舫

### ゲスト
- 伊原剛志
- 石丸謙二郎
- 鹿内孝
- 草薙良一
- 広田レオナ
- 鶴田忍
- 安岡力也
- せんだみつお
- 小倉久寛
- 風吹ジュン
- 塩沢とき
- 村松利史
- 中野英雄
- 樹本由布子
- 布施博
- 湯江健幸
- 黒田アーサー
- あめくみちこ
- 松田洋治
- 潮哲也
- 吉川十和子
- 松澤一之
- 川部修詩
- 佐戸井けん太
- 寺田農
- 矢野泰二
- 幸内康雄

## スタッフ
- 脚本：橋本以蔵、関澄一輝
- 演出：河毛俊作、光野道夫、松田秀知
- プロデューサー：山田良明、大多亮
- 音楽：鈴木康博
- 主題歌：久保田利伸「You were mine」（CBS・ソニー）

## 製作

### 企画
意外だが企画は『北の国から』を手掛けた山田良明プロデューサー。山田はドラマ演出を希望していたが、なかなかチャンスに恵まれず。山田は1965年～1966年に放送された日本テレビ系の学園ドラマ『青春とはなんだ』を観て以降、いつかは若い人に向けたドラマを作りたいと考えていた。同僚の河毛俊作を誘い、倉本聰脚本で、当時20代だった時任三郎、中井貴一、陣内孝則らをキャスティングして1986年に『ライスカレー』を作り、自分のやりたいことに近づいたと思ったが、視聴率が振るわず、後がない状況に追い込まれた。既に40歳を超えた自分たちが作りたいものと若い人が観たいドラマが違う、自分自身が変わらないとメシが食えないと気づき、中山美穂主演の『な・ま・い・き盛り』 (1986年) でAP（プロデュース補）を務めた当時29歳の後輩・大多亮と組んで、再び若者向けドラマの制作に乗り出した。

### タイトル&キャスティング
しかし逆風が強く、直近に手掛けたアイドルドラマの数字が振るわず、番組作りに絶大な力を持つ編成から様々な注文を受けた。山田らは恋愛ドラマをやりたかったが、編成から「刑事ドラマにしろ」と注文された。山田たちが考えた最初のタイトルは『渋谷の恋の物語』だったが、『とんでもない!』と即却下され、「『ちょっと署まで』にしろ」と言われたため、折衷案として『君の瞳をタイホする!』になった。編成は陣内孝則と片岡鶴太郎のコンビでOKを出していたが、当時多忙を極めていた片岡がクランクイン1ヵ月前に降板した。慌てて、三上博史と柳葉敏郎を代役に立てたら、編成部長から「3人とも同じキャラじゃないか。違うタイプを揃えてこそドラマは成り立つんだ。大映ドラマの爪の垢を煎じて飲め!」と怒鳴られた。山田は悔しくて「絶対に当ててやる!」と思ったが勝算があった訳ではなかったという。

### 撮影
編成だけではなく、制作現場でも日夜議論が重ねられた。20代の女の子が振り向いてくれるものを作りたいと、女性誌をデスクに並べて研究したり、深夜番組をチェックした。山田は役者が着た衣装を売っている店や値段を字幕スーパーで入れたかったが、演出の河毛に反対されたため、番組のラストに「P.S.トーク ホールドアップ!!」というタイトルで、当時の渋谷界隈で話題となっていたショップ等で、出演者達が各々の趣味やプライベートなどを語るコーナーが設ける形となった。また街の撮り方を東京をニューヨークみたいにしたいと、渋谷や原宿などの最先端の街をオシャレに映るよう工夫をした。初回の視聴率がよく、局内の逆風は止まった。
後に『東京ラブストーリー』や『101回目のプロポーズ』などで「ドラマ黄金時代」を創った大多亮のプロデュース第1作でもある。29歳でプロデューサーに抜擢されたが、当時20代のプロデューサーは極めて異例。それまではTBSが「ドラマ王国」と呼ばれ、当時は若者のテレビドラマ離れが叫ばれており、フジテレビはドラマでは大きく遅れをとっていたことから、思い切ったスタッフ起用ができた。大多Pはスタッフ、キャストとも若い人材を揃え、若者に向けた恋愛ドラマを作ることに徹底した（今では考えられないが、当時は20代女性向けの恋愛ドラマに力を入れている局は無かった）。ドラマ後発局であるフジテレビがドラマ戦線に食い込むすき間は、そこしか無かったという。大多はトレンディドラマの三要素は「ロケ地・ファッション・音楽」と述べている。

## トレンディドラマ誕生までの流れ
山田良明プロデューサーは、テレビドラマにおけるライバルであるTBSの恋愛ドラマの金字塔『男女7人夏物語』(1986年)に大きな影響を受けたと述べている。本ドラマが始まる1980年後半のフジテレビは、中山美穂らを主役にしたアイドルドラマを量産していたが、1987年春に月9枠で『アナウンサーぷっつん物語』を放送し、これが「業界ドラマシリーズ」として展開され、そこで蓄積したノウハウがトレンディドラマとして開花した。

## 影響
本作の全12回の平均視聴率は17.4%、最終回の視聴率は21.4%を記録したことから、翌年（1989年）に設定を学校（高等学校）に置き換えて引き続き陣内・柳葉が出演した『愛しあってるかい!』が制作されている。前述のように三上のテレビ・映画出演が増えたため、三上が降板しキャラの似るBARBEE BOYSのボーカル・近藤敦とでトリオを組み、ヒロインは小泉今日子に交代した。山田と大多のプロデューサーコンビで手掛けた『君が嘘をついた』『抱きしめたい!』『君の瞳に恋してる!』『ハートに火をつけて!』『世界で一番君が好き!』はいずれも高視聴率をマークしたが、同じ路線に他局が参入したことから1990年の『恋のパラダイス』は平均視聴率14.7%と伸び悩んだ。以後、一部の手法を踏襲しつつ"純愛路線"にシフトし、『すてきな片想い』『東京ラブストーリー』『101回目のプロポーズ』の三部作は主題歌と共に大ヒットした。その中核をなした「月9」と「木10」はフジの看板枠として2022年の今日も話題作を提供し続けている。

## エピソード
- 浅野ゆう子は、このドラマで初共演した柳葉敏郎に恋愛感情を抱いた。その理由を一世風靡のイメージが凄く強く怖いと思っていた柳葉が、「他の二人のメンズ（陣内孝則、三上博史）に比べると好青年で好きになった」と話している[6]。
- 浅野ゆう子、陣内孝則らがドラマ初回放送日の『笑っていいとも』に番宣のために出演し、その際プロデューサーから「君の瞳をタイホする!」と一回いうごとに金一封をだすということで、陣内孝則が生放送中に本作の番組タイトルを連呼した。
- AV男優の吉村卓が出演予定であったが撮影日に待ち合わせ場所を間違えたため出演することはなかった（本来は京急線北品川駅集合だが吉村は間違えて品川駅に向かった）[7]。

## サブタイトル
| 第1話            | 私がすきだと自白しなさい             | 17.3% |
| 第2話            | ウッ! 渋谷はキスの多発地帯           | 14.5% |
| 第3話            | アフター5は、恋がヤマ                | 15.9% |
| 第4話            | 毎日が恋の緊急事態です               | 14.3% |
| 第5話            | ヒミツ! 警察ザタの恋だもの           | 15.0% |
| 第6話            | はち合わせ! バレンタイン合コンツアー | 15.3% |
| 第7話            | ファイト! 誕生日のデートの夜は?      | 18.5% |
| 第8話            | 俺達美女に変身? 秘密クラブ潜入大作戦 | 18.5% |
| 第9話            | 技有り! 思わず愛の四方固め           | 17.5% |
| 第10話           | おフロで修羅場! 恋の綱わたり         | 18.8% |
| 第11話           | 恋も大詰め! 好きなら一気に迫ってよ   | 21.2% |
| 第12話           | サヨナラ渋谷の恋の物語               | 21.4% |
| 平均視聴率 17.4% |                                      |       |